# Gran Consiglio (Glarona)
Il Gran Consiglio del Canton Glarona (in francese Landrat du canton de Glaris ed in tedesco Landrat des Kantons Glarus) è un parlamento cantonale di Glarona.